# 루무전
루무전(盧慕貞, 노모정, 아명(兒名)은 루무정(盧慕徵, 노모징), 1867년 7월 30일 ~ 1952년 9월 7일)은 중화민국(中華民國) 초대 대통령을 지낸 쑨원(孫文)의 1번째 前 부인이다.

## 생애
1885년 쑨원(孫文)과 결혼하였으며 쑨원(孫文)이 중화민국 대통령이 되는 것도 목도하였고 1915년 쑨원(孫文)과 이혼하였다.
쑨원(孫文)과의 사이에서 1남 2녀를 두었다. 그 가운데서 첫째이자 아들이 중화민국 고시원 원장을 지낸 쑨커(孫科)이다.